# Kosew
Kosew [pronunciación en polaco: /ˈkɔsɛf/] es un pueblo ubicado en el distrito administrativo de Gmina Świnice Warckie, dentro de Łęczyca, Voivodato de Łódź, en el centro de Polonia. Se encuentra a unos 8 kilómetros al noreste de Świnice Warckie, a 14 kilómetros al oeste de Łęczyca, y a 45 kilómetros al noroeste de la capital regional Łódź.